# Campionato malaysiano di calcio
Il campionato malaysiano di calcio o campionato malese di calcio, organizzato dalla Federazione calcistica della Malaysia, è articolato su cinque livelli: il massimo livello nazionale, la Liga Super, a cui prendono parte 14 squadre, la seconda divisione, detta Liga M3, ex terza divisione, cui prendono parte 14 squadre, dopo la soppressione della Liga Premier, la terza serie detta Liga M4, e la quinta serie Liga M5.

## Struttura
| 1 | 1 | Liga Super 13 squadre                                     | Liga Super 13 squadre                                     | Liga Super 13 squadre                                     | Liga Super 13 squadre                                     | Liga Super 13 squadre                                     | Liga Super 13 squadre                                     | Liga Super 13 squadre                                     | Liga Super 13 squadre                                     | Liga Super 13 squadre                                     | Liga Super 13 squadre                                     | Liga Super 13 squadre                                     | Liga Super 13 squadre                                     | Liga Super 13 squadre                                     | Liga Super 13 squadre                                     | Liga Super 13 squadre                                     | Liga Super 13 squadre                                     |                                      |                                      |
| 2 | 2 | Liga A1 Semi-Pro Malaysia 16 squadre                      | Liga A1 Semi-Pro Malaysia 16 squadre                      | Liga A1 Semi-Pro Malaysia 16 squadre                      | Liga A1 Semi-Pro Malaysia 16 squadre                      | Liga A1 Semi-Pro Malaysia 16 squadre                      | Liga A1 Semi-Pro Malaysia 16 squadre                      | Liga A1 Semi-Pro Malaysia 16 squadre                      | Liga A1 Semi-Pro Malaysia 16 squadre                      | Liga A1 Semi-Pro Malaysia 16 squadre                      | Liga A1 Semi-Pro Malaysia 16 squadre                      | Liga A1 Semi-Pro Malaysia 16 squadre                      | Liga A1 Semi-Pro Malaysia 16 squadre                      | Liga A1 Semi-Pro Malaysia 16 squadre                      | Liga A1 Semi-Pro Malaysia 16 squadre                      | Liga A1 Semi-Pro Malaysia 16 squadre                      | Liga A1 Semi-Pro Malaysia 16 squadre                      | Liga A1 Semi-Pro Malaysia 16 squadre | Liga A1 Semi-Pro Malaysia 16 squadre |
| 3 | 3 | Liga Amatur A2 Malaysia (Centrale) 6 squadre              | Liga Amatur A2 Malaysia (Nord) 5 squadre                  | Liga Amatur A2 Malaysia (Sud) 5 squadre                   | Liga Amatur A2 Malaysia (Costa Est) 5 squadre             |                                                           |                                                           |                                                           |                                                           |                                                           |                                                           |                                                           |                                                           |                                                           |                                                           |                                                           |                                                           |                                      |                                      |
| 4 | 4 | Liga Komuniti A3 Malaysia Campionati regionali 93 squadre | Liga Komuniti A3 Malaysia Campionati regionali 93 squadre | Liga Komuniti A3 Malaysia Campionati regionali 93 squadre | Liga Komuniti A3 Malaysia Campionati regionali 93 squadre | Liga Komuniti A3 Malaysia Campionati regionali 93 squadre | Liga Komuniti A3 Malaysia Campionati regionali 93 squadre | Liga Komuniti A3 Malaysia Campionati regionali 93 squadre | Liga Komuniti A3 Malaysia Campionati regionali 93 squadre | Liga Komuniti A3 Malaysia Campionati regionali 93 squadre | Liga Komuniti A3 Malaysia Campionati regionali 93 squadre | Liga Komuniti A3 Malaysia Campionati regionali 93 squadre | Liga Komuniti A3 Malaysia Campionati regionali 93 squadre | Liga Komuniti A3 Malaysia Campionati regionali 93 squadre | Liga Komuniti A3 Malaysia Campionati regionali 93 squadre | Liga Komuniti A3 Malaysia Campionati regionali 93 squadre | Liga Komuniti A3 Malaysia Campionati regionali 93 squadre |                                      |                                      |